# Euthalia adonia
Euthalia adonia synoniem: Lexias adonia is een vlinder uit de onderfamilie Limenitidinae van de familie Nymphalidae. De wetenschappelijke naam van de soort is, als Papilio adonia, voor het eerst geldig gepubliceerd in 1782 door Pieter Cramer.

## Kenmerken
De spanwijdte bedraagt ongeveer 5 tot 7 cm.

## Leefwijze
De vlinder drinkt het sap van rottende vruchten.

## Verspreiding en leefgebied
Deze vlindersoort komt voor in de regenwouden van de Indonesische eilanden Java, Sumatra en Borneo langs paden en rivieren.

## Ondersoorten
- Euthalia adonia adonia
- Euthalia adonia amabilis Staudinger, 1896
- Euthalia adonia beata Fruhstorfer, 1905
- Euthalia adonia kangeana Talbot, 1943
- Euthalia adonia montana Fruhstorfer, 1943
- Euthalia adonia pinwilli Pendlebury & Corbet, 1938
- Euthalia adonia princesa Fruhstorfer, 1899
- Euthalia adonia pura Fruhstorfer, 1904
- Euthalia adonia sapitana Fruhstorfer, 1899
- Euthalia adonia sumatrana Fruhstorfer, 1904